# ジャン＝ルイ・ヴィオヴィ
ジャン＝ルイ・ヴィオヴィ（Jean-Louis Viovy, 1952年 4月14日 - ）は、フランスの物理学者、物理化学者。
フランス国立科学研究センター研究ディレクター第１級。1999年以来、キュリー研究所 (パリ)で研究室を主催。

## 主な業績
ポリマー科学、一分子生物物理学、MicroTAS (Lab-on-a-chip)の分野で顕著な業績があり、これまで180本以上の論文、20以上の特許に名を連ねている。米国の科学雑誌Biomicrofluidicsの編集委員を務める。フランスの企業Fluigentの創業者の一人であり、科学諮問委員を務める。また、Institut Pierre Gilles de Gennes for Microfluidics (IPGG)の創設者の一人である。

## 受賞歴
- 1983年 Bronze Medal of the CNRS
- 1996年 Polymer Prize of the French Chemical Society
- 1996年 Philip Morris Scientific Prize
- 2004年 OSEO Entrepreneurship Awards
- 2005年 OSEO Entrepreneurship Awards